# Rádio Rio de Janeiro
A Rádio Rio de Janeiro  é uma emissora de rádio brasileira  sediada na cidade do Rio de Janeiro. Opera em 1400 kHz em AM.
É uma emissora com conteúdo dedicado ao espiritismo.

## História
A Rádio Rio de Janeiro foi fundada oficialmente em 1959. A revista Radiolândia informava que a cantora Marlene esteve na abertura das festividades da emissora no dia 1º de novembro daquele ano.
A atual direção comanda a Rádio Rio de Janeiro desde 1971. Foi quando Geraldo de Aquino criou a Fundação Cristã-Espírita Cultural Paulo de Tarso (Funtarso), em 5 de fevereiro.
De acordo com a página da emissora, Geraldo atua em rádio desde a década de 1930, junto com João Pinto de Souza na antiga Rádio Clube do Rio de Janeiro  no comando do programa "Hora Espiritualista". A atração foi rebatizada como “Hora Espiritualista João Pinto de Souza” com a morte do apresentador do programa. Em 1948, Geraldo idealizou o programa “Meditação e Evocação da Ave-Maria”, atração que ainda faz parte da grade de programação da Rádio Rio de Janeiro. 
Com o espaço conquistado nos meios de comunicação, Geraldo de Aquino passou liderar uma campanha para que os espíritas tivessem uma emissora de rádio, o que aconteceu em 2 de agosto de 1971 com a aquisição da Rádio Rio de Janeiro.  Com isso, a emissora passava a dedicar o seu conteúdo ao espiritismo. Geraldo esteve à frente da Funtarso até 1984, ano de sua morte.

## Programação
Sua programação é composta de atrações jornalísticas, culturais e religiosas. O sustento da estação provém de doações e publicidade, desde que não atente contra o código de ética da emissora.